# Miss Teacher Bangs a Boy
«Miss Teacher Bangs a Boy» (en español: «La maestra tiene sexo con un niño») es el décimo episodio de la décima temporada de la serie de televisión animada estadounidense South Park. El episodio 149 de la serie en general, se emitió originalmente en Comedy Central en los Estados Unidos el 18 de octubre de 2006.
En el episodio, Cartman es designado para el puesto de monitor de pasillo de la escuela en la escuela primaria South Park, y se lo toma como algo personal cuando se comete una infracción en su jurisdicción. Mientras tanto, Kyle descubre que su hermano menor Ike tiene una relación de abuso sexual infantil con su maestra de jardín de infantes, la señorita Stevenson. Kyle y Cartman se unen para poner fin al comportamiento inapropiado.
El episodio presenta una parodia de la serie de televisión Dog, el cazarrecompensas.

## Argumento
Cartman se convierte en monitor de pasillo de la escuela, invistiéndolo con «autoridad», y asume la identidad de «Dawg the Hallway Monitor» (una parodia de Duane «Dog» Chapman). Durante un turno, Cartman encuentra un dibujo de Ike que expresa su enamoramiento por la maestra de jardín de infantes, la señorita Stevenson. Después de que la señorita Stevenson ve el dibujo, le admite a Ike que lo ama y la pareja comienza una relación sexual, que se presenta a través de un montaje de «Can't Fight This Feeling» de REO Speedwagon.
Un día, Kyle entra en la casa de la señorita Stevenson en busca de Ike y los encuentra juntos en la bañera. Intenta informar a sus padres, pero Ike lo interrumpe deliberadamente y cambia de tema. Kyle le dice a la policía que una maestra está teniendo sexo con un estudiante, pero la policía comienza a llamar a Ike «afortunado» una vez que se dan cuenta de que la maestra en cuestión es una mujer atractiva. Abatido, Kyle les cuenta a sus amigos (especialmente a Cartman, el único que lo toma en serio) sobre el problema, mencionando que Ike y la señorita Stevenson incluso se están escabullendo al pasillo para besarse. Indignado porque tal comportamiento está ocurriendo en el pasillo justo debajo de sus narices, Cartman los encuentra y los atrapa en el acto; La señorita Stevenson es arrestada y despedida de su trabajo. Ella escapa de una sentencia de prisión usando la «Defensa de Mel Gibson», alegando que es alcohólica y que no es responsable de sus acciones. Ike, consciente de que Kyle desempeñó un papel indirecto en los acontecimientos, lo niega como su hermano.
Después de un viaje rápido a rehabilitación, la señorita Stevenson convence a Ike para que huya con ella a Milán. Cartman se entera de que su avión sale por la mañana y busca en su hotel con Kyle y su nueva tripulación. Los empleados del hotel llaman a la policía por el revuelo que están causando. Con la policía ahora presente y persiguiéndola, la señorita Stevenson intenta huir con Ike, pero los ven y los acorralan en el techo. La señorita Stevenson intenta cumplir el pacto suicida que había hecho con Ike arrojándose desde el techo. Sin embargo, después de que Kyle da un discurso apasionado de que Ike debería disfrutar de su vida antes de considerar una relación seria, Ike se niega en el último segundo, mientras que la señorita Stevenson cae y muere. Cartman luego continúa con un video que ha estado haciendo durante el episodio diciendo que no ser cristiano resulta en terminar como la señorita Stevenson, hasta que un policía le dice que debe bajarse del techo, para que Cartman diga que terminó de todos modos.

## Producción
La idea de satirizar a Duane «Dog» Chapman y la serie de televisión Dog, el cazarrecompensas se implementó por primera vez en el episodio de la novena temporada «Die Hippie, Die». Se eliminó por completo porque los cocreadores de la serie, Trey Parker y Matt Stone, sintieron que no había suficientes espectadores que entendieran la parodia, y la idea se guardó para un episodio futuro. Durante la producción de «Mystery of the Urinal Deuce», el episodio anterior de la décima temporada, se volvió a plantear la idea y se animaron varias escenas. La parodia se descartó nuevamente, esta vez porque Parker y Stone se sintieron insatisfechos con el episodio y prácticamente lo revisaron. Durante la producción de «Miss Teacher Bangs a Boy», se planteó nuevamente la idea, y esta vez permanecería en el episodio.

## Recepción
Dan Iverson de IGN le dio al episodio una puntuación de 8.0 sobre 10, y resumió su reseña: «Aunque algunos pueden estar en desacuerdo, creemos que en realidad no hubo nada ofensivo en este episodio. El tema definitivamente podría haber cambiado de esa manera, pero en cambio, la sátira demasiado exagerada le dio al episodio un humor que normalmente no se encontraría en la situación. Agradecemos a los creadores de South Park por dar la vuelta a la décima temporada, ya que los primeros dos episodios no fueron geniales, pero desde que regresaron de su pausa, ha sido un buen episodio tras otro. Esperemos que esta tendencia continúe».
Chapman reaccionó a este episodio en su autobiografía You Can Run But You Can't Hide, afirmando que estaba muy complacido con él y comentando: «Sabes que realmente lo has logrado cuando te incluyen en su programa».
Decir la palabra «agradable» después de escuchar el meme viral número 69 probablemente se originó en este episodio después de que la policía reaccionara ante la relación de Ike y la señorita Stevenson.